# Brasilocerus oberthuri
Brasilocerus oberthuri is een keversoort uit de familie Phengodidae. De wetenschappelijke naam van de soort is voor het eerst geldig gepubliceerd in 1955 door Pic.